# Мазарі-Шариф
Маза́рі-Шар́иф (дарі مزار شریف Mazâr-e Šarif, тадж. Мазори Шариф — «священна гробниця») — четверте за величиною місто Афганістану. Столиця провінції Балх. Населення — 500 207 жителів (2021). У місті проживають представники різних афганських національностей, в основному таджики й узбеки, а також туркмени, хазарейці та пуштуни. Панівною мовою є дарі (таджики й хазарейці).
Є одним зі священних місць для шиїтів, оскільки саме тут, за припущенням, похований Алі. З 1992 до 1997 року місто було резиденцією генерала Абдул-Рашида Дустума. З 1998 до 2001 року контролювалось рухом Талібан; після захоплення міста таліби організували в ньому різню непуштунського населення, у ході якої загинуло не менше 2000 осіб. 25 листопада 2001 року у перетвореному на в'язницю форті «Калай-Джангі» (Galai Janghi) в околицях Мазарі-Шарифа стався кривавий бунт полонених талібів, під час придушення якого загинуло близько 700 осіб.

## Клімат
Місто знаходиться у зоні, котра характеризується кліматом тропічних степів. Найтепліший місяць — липень із середньою температурою 32.2 °C (90 °F). Найхолодніший місяць — січень, із середньою температурою 3.9 °С (39 °F).
| Клімат Мазарі-Шарифа    | Клімат Мазарі-Шарифа | Клімат Мазарі-Шарифа | Клімат Мазарі-Шарифа | Клімат Мазарі-Шарифа | Клімат Мазарі-Шарифа | Клімат Мазарі-Шарифа | Клімат Мазарі-Шарифа | Клімат Мазарі-Шарифа | Клімат Мазарі-Шарифа | Клімат Мазарі-Шарифа | Клімат Мазарі-Шарифа | Клімат Мазарі-Шарифа | Клімат Мазарі-Шарифа |
| Показник                | Січ.                 | Лют.                 | Бер.                 | Квіт.                | Трав.                | Черв.                | Лип.                 | Серп.                | Вер.                 | Жовт.                | Лист.                | Груд.                | Рік                  |
| Абсолютний максимум, °C | 23                   | 28                   | 32                   | 37                   | 40                   | 43                   | 45                   | 46                   | 39                   | 35                   | 28                   | 23                   | 46                   |
| Середній максимум, °C   | 10                   | 12                   | 16                   | 23                   | 30                   | 36                   | 38                   | 36                   | 32                   | 24                   | 16                   | 10                   | 23                   |
| Середня температура, °C | 4                    | 6                    | 10                   | 16                   | 23                   | 28                   | 31                   | 29                   | 24                   | 16                   | 9                    | 4                    | 17                   |
| Середній мінімум, °C    | −1                   | 1                    | 5                    | 10                   | 16                   | 21                   | 25                   | 23                   | 17                   | 8                    | 2                    | −1                   | 11                   |
| Абсолютний мінімум, °C  | −16                  | −13                  | −5                   | 0                    | 7                    | 12                   | 12                   | 13                   | 6                    | −2                   | −7                   | −15                  | −16                  |
| Норма опадів, мм        | 20                   | 30                   | 40                   | 40                   | 10                   | 0                    | 0                    | 0                    | 0                    | 0                    | 10                   | 20                   | 210                  |
| Днів з дощем            | 2                    | 3                    | 3                    | 3                    | 1                    | 0                    | 0                    | 0                    | 0                    | 0                    | 1                    | 2                    | 18                   |
| Вологість повітря, %    | 82                   | 75                   | 74                   | 68                   | 51                   | 32                   | 31                   | 33                   | 36                   | 47                   | 72                   | 82                   | 57                   |
| ----------------------- | -------------------- | -------------------- | -------------------- | -------------------- | -------------------- | -------------------- | -------------------- | -------------------- | -------------------- | -------------------- | -------------------- | -------------------- | -------------------- |
| Джерело: Weatherbase    |                      |                      |                      |                      |                      |                      |                      |                      |                      |                      |                      |                      |                      |

## Пам'ятки

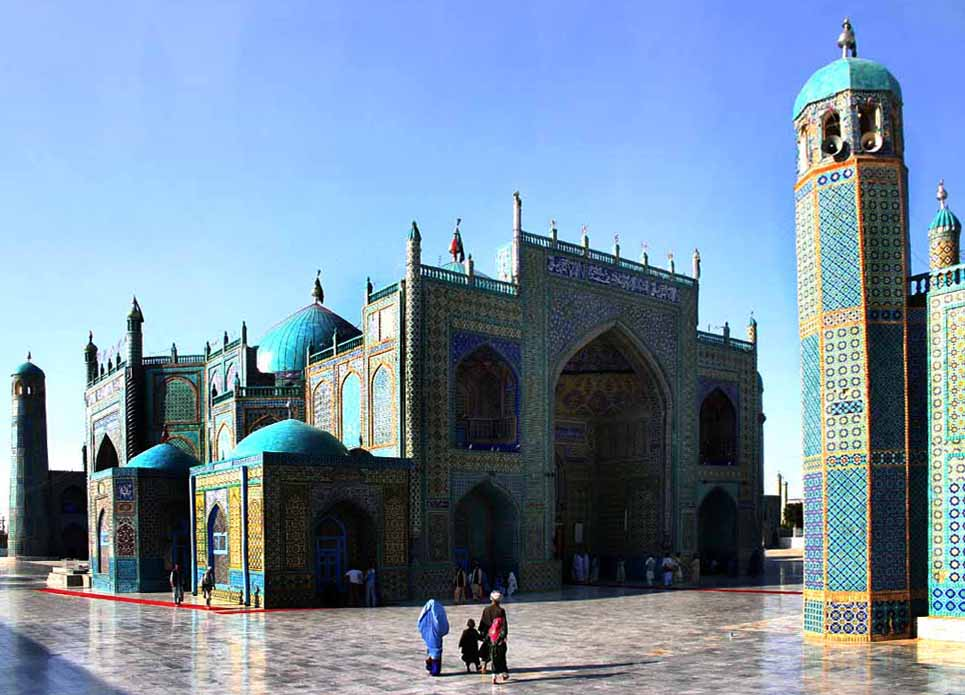
Блакитна мечеть у Мазарі-Шарифі

У Мазарі-Шарифі знаходиться унікальний храмовий комплекс Розії Шариф (Блакитна Мечеть). За місцевими легендами це — могила халіфа Алі, тіло якого викрали. З цієї причини Мазарі-Шариф слугує місцем поклоніння, особливо шиїтів. Справжня могила халіфа Алі знаходиться у місті Неджефі в Іраку, однак додаткові мазари як місця поклонінь — нерідке явище в афганській і таджицькій релігійній практиці. На думку деяких істориків, у цьому місці була могила Зороастра.

## Міста-побратими
- Душанбе (перс. دوشنبه), Таджикистан (13 липня 1991)